# كريستيان كريستي
كريستيان كريستي (بالنرويجية البوكمول: Christian Christie)‏ هو مهندس معماري نرويجي، ولد في 24 ديسمبر 1832 في برغن في النرويج، وتوفي في 13 سبتمبر 1906 في تروندهايم في النرويج.